# Ai no utagoe o kikasete
Ai no utagoe o kikasete (jap. アイの歌声を聴かせて) – japoński film animowany z 2021, stworzony przez J.C.Staff i wydany przez Shōchiku. Reżyserem był Yasuhiro Yoshiura, autorami scenariusza – Yoshiura oraz Ichirō Ōkouchi, muzykę skomponował zaś Ryo Takahashi.
Produkcja wygrała nagrodę Najlepszego Filmu Animowanego na New York City Film & Television Festival w 2021 oraz Nagrodę Publiczności na Scotland Loves Anime Festival w 2021. Film był również nominowany do nagrody Japońskiej Akademii Filmowej w kategorii Animacja Roku w 2022, nagrody Najlepszego Pełnometrażowego Filmu Animowanego na New York Animation Film Awards w 2021 oraz zajął 3. miejsce w kategorii Film Animowany Roku na Anime Trending Awards w 2023.
Na podstawie filmu powstała manga zilustrowana przez Megumu Maedę, która ukazywała się w magazynie „Gekkan Afternoon” wydawnictwa Kōdansha od 24 czerwca 2021 do 25 lipca 2022. Została zebrana w trzech tankōbonach, wydanych między 21 października 2021 a 21 października 2022